# Salina Real de Arc-et-Senans
La Salina real de Arc-et-Senans se encuentra en el bosque de Chaux cerca de Besançon en el departamento de Doubs, Francia. Es un destacado proyecto arquitectónico de principios de la Ilustración, que pretendía racionalizar los edificios industriales y los procesos, según un orden filosófico. Esta salina tenía como finalidad la producción de sal (véase Historia de la sal) y debía reemplazar las antiguas salinas de la región. 

## Historia
En 1771 los edificios de la salina fueron comisionados por Luis XV a Claude-Nicolas Ledoux. Dos años después Madame du Barry apoyó la nominación de este como miembro de la Academia real de arquitectura, lo que le permitió establecerse como Architect Royale. La construcción comenzó en 1775 durante el reinado de Luis XVI. El complejo semicircular fue planificado para reflejar una organización jerárquica del trabajo. Se pensaba ampliarlo con la construcción de una ciudad ideal, pero ese proyecto nunca se llevó a la práctica.
Debe mencionarse que la gabela era un pago obligatorio de todas las personas por encima de los 8 años de edad para comprar una cantidad de sal al año a un precio fijado por el gobierno.  Era un impuesto muy impopular y se cita como una de las razones de la Revolución francesa. Esto explica probablemente por qué este edificio es tan grandioso (fundado por un monopolio estatal). El proyecto de la ciudad ideal fue probablemente impedido por la Revolución francesa.
El lugar es conservado y administrado como un monumento por el Instituto Claude-Nicolas Ledoux. Fue declarada Patrimonio de la Humanidad por la Unesco en 1982. 
Desde 2020 el lugar es sede de la Académie Musicale Internationale Saline Royale, que ofrece durante los veranos clases magistrales de interpretación de música barroca.

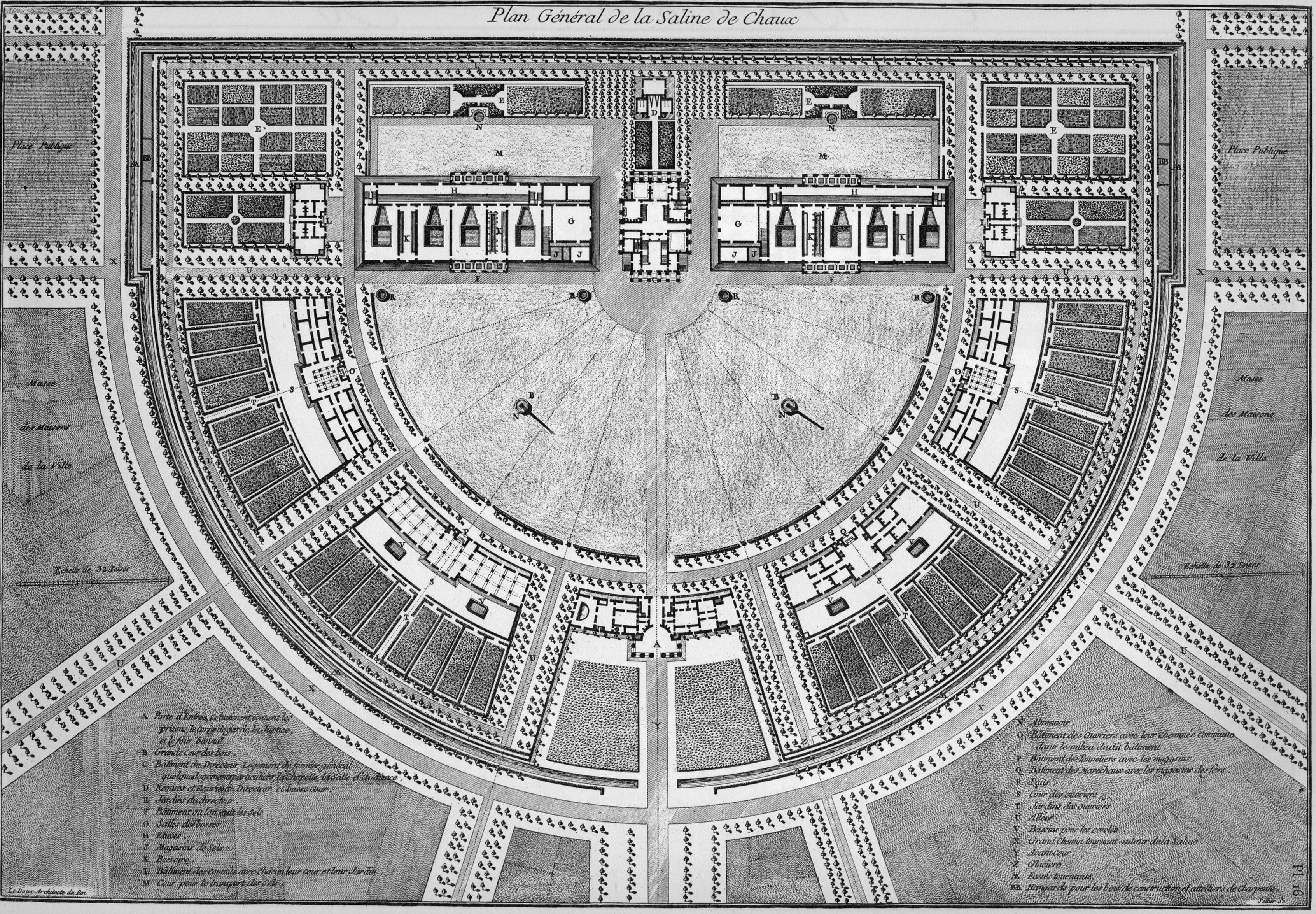
Plano del conjunto.

## La arquitectura

### Elsaumoduc
A fin de aprovisionar la salina en «pequeñas aguas» desde los pozos de Salins-les-Bains, se construyó un saumoduc, esto en, una tubería que conducía el agua salada. Formaba una doble canalización de madera, de 21 kilómetros de largo, que cruzaba colinas, carreteras y bosques, siguiendo el curso del Furieuse y del Loue. Esta canalización se enterraba con el fin de hacerla menos vulnerable a los daños del tiempo, la helada y los ladrones. 
Con el fin de asegurarlo con más fuerza, se construyeron 10 puestos de guardia a lo largo del trazado del conducto, formando así el «camino de los gabelous». La comercialización y el contenido en sal de la salmuera se medían a cada puesto, y los resultados eran observados cada sábado y llevados a la salina. Los alfolineros eran al mismo tiempo los aduaneros responsables del comercio de la sal, y en consecuencia responsable de gabela. Debían hacer frente a los «falsos-salineros», que taladraban las canalizaciones con el fin de recuperar una parte del líquido encargado de sal.
La canalización seguía la inclinación del terreno (143 metros de desnivel), y estaba formada por troncos de abeto cortados en forma de lápiz para ensamblarse fácilmente, con el corazón vaciado mediante la ayuda de un berbiquí. Los abetos se eligieron a causa de su gran tamaño, y también por la relativa blandura de su corazón. Estos troncos de abetos huecos se llamaban bourneaux. El ajuste de los troncos vaciados uno con otro debía fortalecerse mediante el uso de aros de hierro. A pesar de los numerosos trabajos efectuados ininterrumpidamente sobre el canal, aparecían numerosas grietas, lo que implicaba numerosas fugas (los costosos trabajos se efectuaba sobre una de las canalizaciones mientras que la otra aseguraba el transporte de la salmuera). Se estimaban en un 30%. Así pues, de los 135.000 litros de salmuera enviados diariamente desde Salins, se perdía una parte no desdeñable. A partir de 1788, los conductos de madera fueron sustituidos progresivamente por conductos de hierro colado. Aún hoy en día se encuentra a lo largo de este camino el puesto de la Petite Chaumière (la «Pequeña Choza»), el segundo después de Salins-les-Bains.

### Los edificios

#### El edificio de graduación y la cuenca

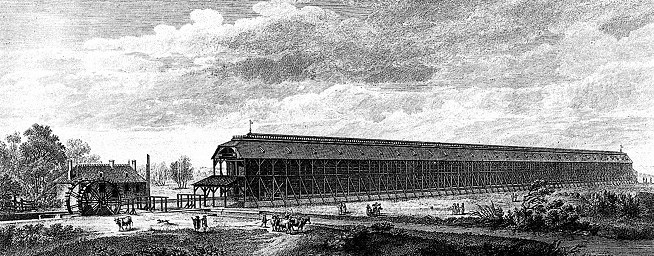
Vista del edificio de graduación de la Saline de Chaux. Lámina 9 de «L'architecture considérée sous le rapport de l'art, des mœurs et de la législation», París, 1804.

El edificio de graduación fue destruido en 1920. Tenía por objetivo en aquella época aumentar la concentración en sal de la salmuera por evaporación. Estaba formado entonces por una inmensa osamenta abierta en madera, de 496 metros de largo y 7 metros de alto, lo que permitía el paso del viento. Se encontraba a 5 metros de altura un tubo taladrado de agujeros que dejaba salir el agua salada que podía entonces extenderse sobre muy numerosas gavillas de espinas. Entonces se producía una evaporación, facilitada por el paso del viento. Cada gota de salmuera era entonces recogida por un tablón de abeto acanalado ligeramente inclinado. Este método se repetía varias veces a fin de aumentar la salinidad de la salmuera hasta obtener una salinidad de alrededor de 24 grados. Es en ese momento cuando la salmuera se dirigía entonces en una inmensa cuenca de 5 metros de profundidad y de una capacidad de 200.000 litros (o sea 200 m ³). Esta cuenca estaba recubierta por un abrigo de 2000 m ³, y de un puesto de guardia.

#### El edificio de los guardias
Son espléndidos edificios con columnas dóricas situados cerca de las entradas para poder controlarlos. Poseían ornamentos y no chimeneas como el resto de la salina. Eran muy espaciosos y lujosos. Ledoux le daba gran importancia a esto porque para la protección de la salina era capital contra los posibles ataques extranjeros.

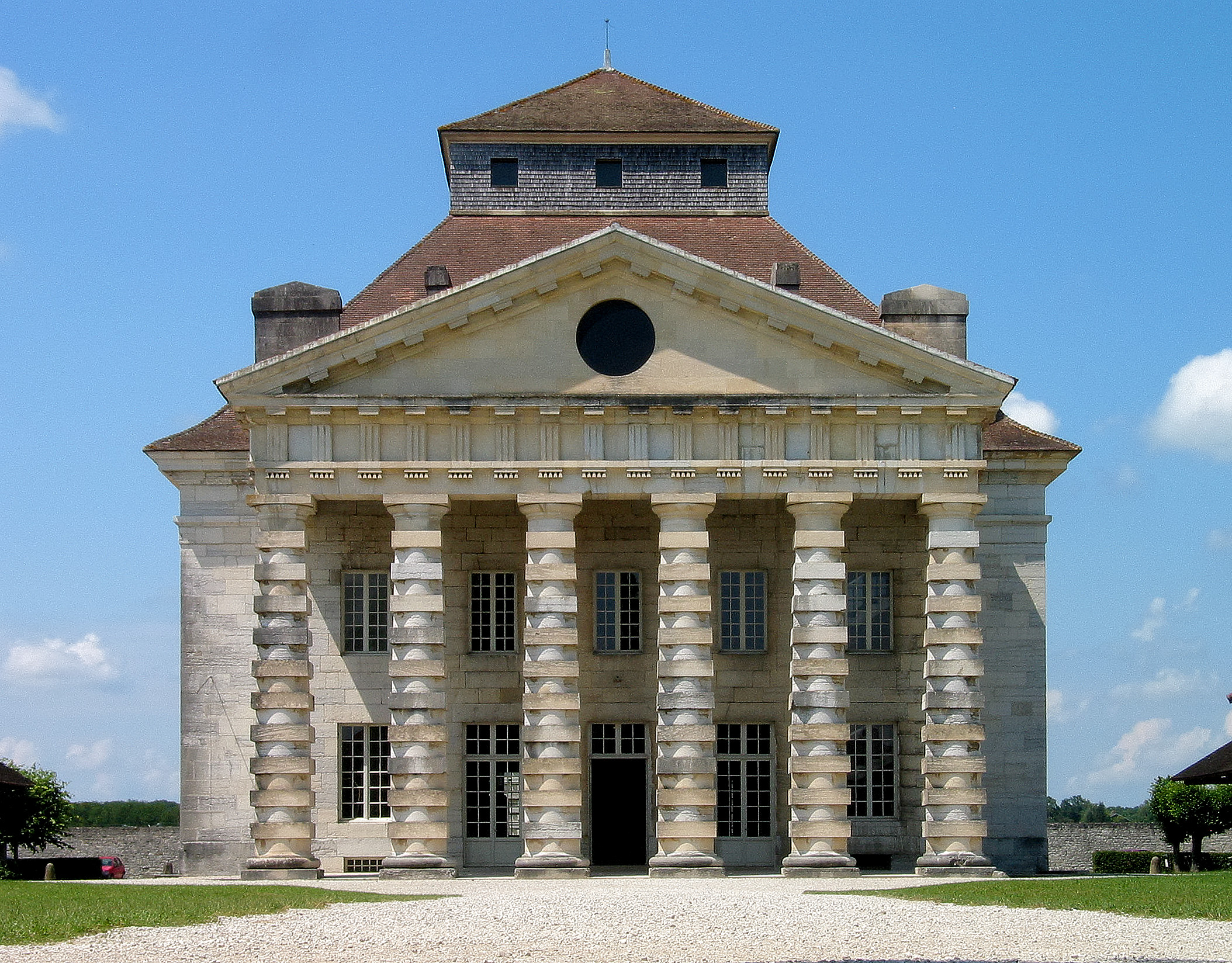
Casa del director.

## Otras edificaciones
Además de los edificios ya señalados, la salina contaba con:
- La casa del director
- Establos
- Edificios de los empleados y de la gabela
- La herrería y la tonelería
- Los jardines

### Estilo y simbolismo
Ledoux concibió el conjunto arquitectónico con forma de semicírculo (370 m de diámetro), incluyendo las instalaciones técnicas y los alojamientos de los obreros.
La casa del director con su frontón con forma de peristilo imponía una determinada idea del orden. Recuerda a La Rotonda de Palladio, cerca de Vicenza (Italia).
Encarcelado bajo la Revolución, Ledoux se imaginó la ciudad ideal de Chaux, que debía rodear la salina, proyecto que permanecerá en los diseños del arquitecto caído en desgracia. 